# Roberto Escobar e Igón Lerchundi

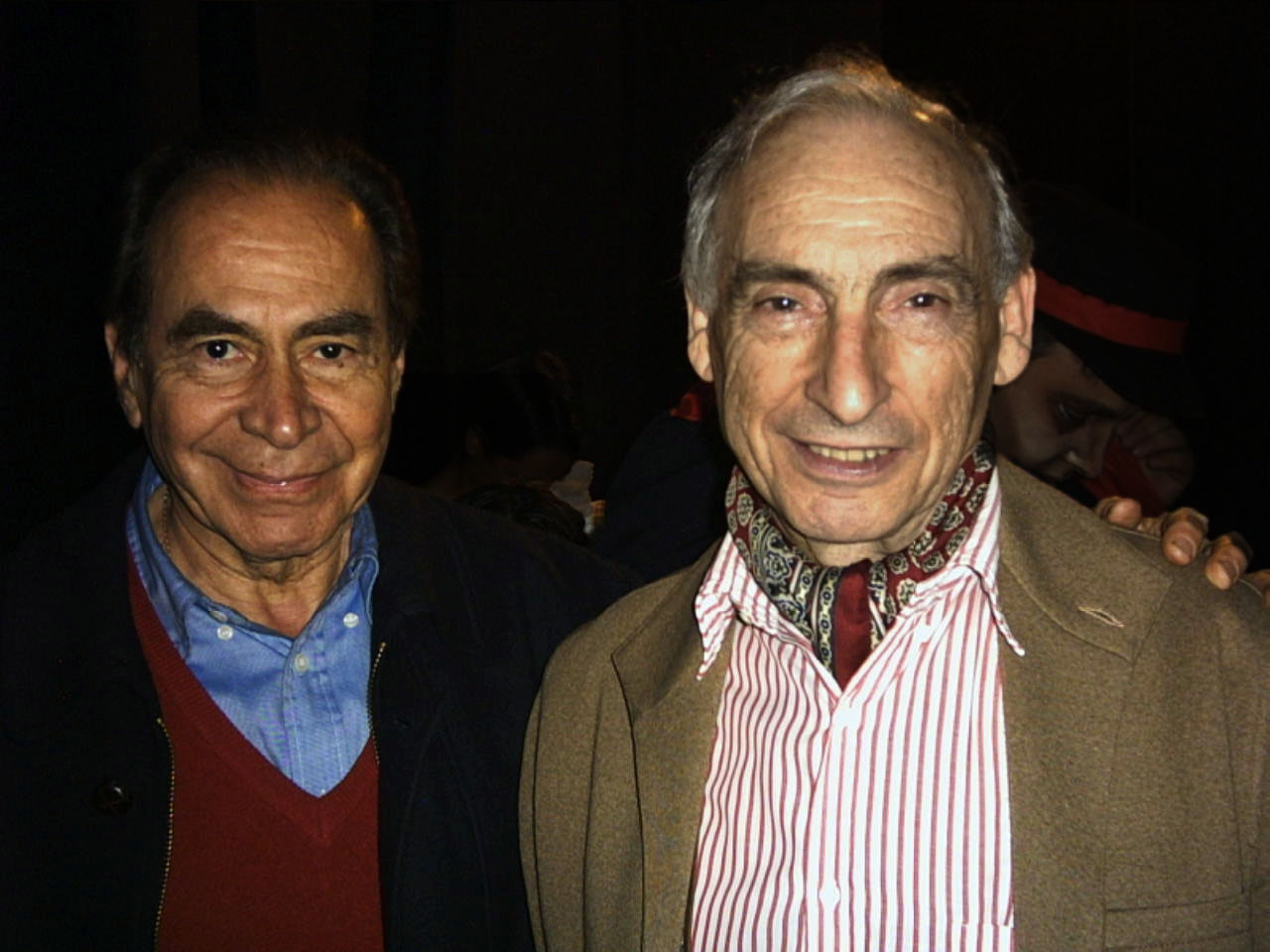
Roberto Escobar e Igón Lerchundi durante una presentación de La historia de Juan Moreira, Ituzaingó, 2004.

Roberto Escobar (Buenos Aires, 6 de agosto de 1927 - 16 de marzo de 2016) e Igón Lerchundi (País Vasco, 1 de mayo de 1934 - 15 de febrero de 2019), mimos y coreógrafos argentinos.
Igón Lerchundi nació en el País Vasco. Su familia pertenecía al bando republicano y debió exiliarse en Francia. Comenzó a estudiar teatro en Biarritz. A los dieciocho años emigró a la Argentina. En Buenos Aires estudió teatro, danza y rítmica y lenguaje corporal, descubriendo el arte del Mimo. Allí conoció al argentino Roberto Escobar con quien conformó una sociedad de por vida.

## Trayectoria
En 1959 formaron la "Compañía Argentina de Mimos" y recorrieron América Latina y Europa. Con el auspicio del Fondo Nacional de las Artes y la Secretaría de Cultura de la Nación Argentina realizaron giras por todo el país. En 1961 hicieron una temporada de verano en el Jardín Botánico de Buenos Aires, con el espectáculo Cuatro historias a la manera oriental, que les valió ser invitados a participar en el Primer Festival Internacional de la Pantomima, que tuvo lugar en Berlín en 1962, junto a los más destacados mimos del mundo (Marcel Marceau, Kabuki de Tokio). El éxito que alcanzaron en este Festival, les valió una extensa gira por Europa. En esa época tuvieron la oportunidad de estudiar en París con Étienne Decroux, creador de la mímica del siglo XX.
En 1973 crearon el Mimoteatro de Buenos Aires Escobar-Lerchundi, uno de los primeros teatros dedicados al Mimo en toda América y uno de los pocos existentes en el mundo, en donde funciona su Escuela de Mimo. Esta Escuela estaba ubicada en el tradicional barrio de San Telmo (Defensa 611), y recibe alumnos de todo el país y del mundo. Más tarde, realizan una nueva e ininterrumpida tournée por casi toda Europa y algunos países africanos.
Han participado en los Festivales Internacionales de Mimo: Colonia, París, Belgrado, Praga, Madrid, Barcelona, Salamanca, Bilbao, Zaragoza, Lyon, Washington, México DF, Caracas, Medellín y Bogotá, entre otros. Durante muchos años se radicaron en Europa.
Han actuado en los principales teatros de Buenos Aires (Teatro General San Martín, Teatro Cervantes, Teatro Odeón, Teatro Presidente Alvear) y de toda América, incluyendo las Islas Malvinas. Se presentaron en grandes teatros de Berlín, Madrid, Lisboa, Marruecos, Barcelona.
Crearon la cátedra de Mimo en la Escuela Nacional de Arte Dramático, en donde formaron el Taller de Mimo en 1994, con el que montaron La historia de Juan Moreira, sobre la obra de Eduardo Gutiérrez y Sobre Crimen y Castigo, según la novela de Dostoievski. Con estas obras se presentaron en París, Lyon y Tiflis. Han dictado cursos y seminarios en el país y en el extranjero.
Han filmado un largometraje. Se presentaron en canales de TV de Argentina, España, Portugal, EE. UU., Alemania y Checoslovaquia, entre otros.

## Algunas obras
- Cuatro historias a la manera oriental (1961), teatro
- Cuidado, hombres trabajando (1986), cine
- La historia de Juan Moreira (1994), teatro
- Sobre Crimen y Castigo (1997), teatro

## Premios
- 1986. Su cortometraje Cuidado, hombres trabajando ha ganado el Primer Premio del Fondo Nacional de las Artes (Argentina)
- 1991. Premio Konex de Platino.
- 1996. Primer Premio en el 1° Festival del Mercosur (Brasil) por La historia de Juan Moreira
- 1997. Primer Premio en el 2° Festival del Mercosur (Brasil) por Sobre Crimen y Castigo

- Datos: Q9069854

1. ↑  «Roberto Escobar | Fundación Konex». Consultado el 7 de junio de 2018.
2. ↑  «Igón Lerchundi | Fundación Konex». Consultado el 7 de junio de 2018.